# 사사가키 다쿠야
사사가키 다쿠야(일본어: 笹垣 拓也, 1991년 6월 1일 ~ )는 일본의 전 축구 선수이다.

## 구단 경력
과거 로아소 구마모토, 후지에다 MYFC에서 활동하였다.